# عرض ملائم
عارض ملائم/ عارضة ملائمة هو الشخص الذي يستخدم من قبل مصمم الأزياء أو الشركة المصنعة للملابس للتحقق من تناسب، ثنى والمظهر المرئي للتصميم على إنسان "الحقيقي"، والعمل بفعالية بوصفها عارضة أزياء حية.. يتم اختيار شخص للعمل كنموذج المناسب في المقام الأول على معايير مطابقة مواصفات القياس المطلوبة من المصمم أو الشركة المصنعة.